# Martin Seligman
Martin E.P. Seligman (født 12. august 1942 i Albany, New York) er en amerikansk psykolog og forfatter. Han er blevet kendt for sit arbejde med "tillært hjælpeløshed", og senere for sine bidrag inde for feltet positiv psykologi.
Ifølge et studie blandt andet Haggbloom en af det 20. århundredes største psykologer, var Seligman den 13. mest citerede psykolog i fagbøger om indledende psykologi.
Seligman er Robert A. Fox Leadership Professor of Psychology ved University of Pennsylvania, Department of Psychology. Han var tidligere leder af afdelingens kliniske træningsprogram. Seligman har været formand for American Psychological Associations (APA) afdeling for klinisk psykologi. I 1998 blev Seligman valgt som formand for APA ved den bredeste margen nogensinde. Han er stifter og chefredaktør for Prevention and Treatment Magazine (APA's elektroniske journal), er i bestyrelsen for Parents Magazine, og er formand for videnskabsrådet hos Foresight, Inc.
Seligman er også succesrig forfatter, og har skrevet om bøger om positiv psykologi, bl.a. The Optimistic Child, Learned Optimism og, i 2002, Authentic Happiness. Han har også skrevet What You Can Change and What You Can't.

## Positiv psykologi
"Positiv psykologi", studiet i optimal menneskelig funktionalitet, er et forsøg på at besvare den systematiske bias som psykologi historisk set har lagt vægt på mental sygdom i stedet for mental sundhed. Nogle humanistiske psykologer har udviklet teorier i nærheden af dette, men uden solid empiristisk støtte.

## Værker
- Seligman, M.E.P. (1990). Learned Optimism. New York: Knopf. (genudgivet 1998, Free Press, ISBN 0-671-01911-2)
- Seligman, M.E.P. (1993). What You Can Change and What You Can't: The Complete Guide to Successful Self-Improvement. New York: Knopf. ISBN 0-679-41024-4 (Paperback genudgivelse 1995, Ballantine Books, ISBN 0-449-90971-9)
- Seligman, M.E.P. (1996). The Optimistic Child: Proven Program to Safeguard Children from Depression & Build Lifelong Resilience. New York: Houghton Mifflin. (Paperback udgave, 1996, Harper Paperbacks, ISBN 0-06-097709-4)
- Seligman, M.E.P. (2002). Authentic Happiness: Using the New Positive Psychology to Realize Your Potential for Lasting Fulfillment. New York: Free Press. ISBN 0-7432-2297-0 (Paperback udgave, 2004, Free Press, ISBN 0-7432-2298-9)

## Fodnoter
1. ↑  Navnet er anført på engelsk og stammer fra Wikidata hvor navnet endnu ikke findes på dansk.
2. ↑  Navnet er anført på svensk og stammer fra Wikidata hvor navnet endnu ikke findes på dansk.
3. ↑  Haggbloom, S.J. et al. (2002). The 100 Most Eminent Psychologists of the 20th Century. Review of General Psychology. Vol. 6, Nr. 2, 139–15.
4. ↑  List of former APA Presidents på apa.org